# Západoukrajinská lidová republika
Západoukrajinská lidová republika (ZULR) byl krátce existující státní útvar, který vznikl důsledkem porážky a následného rozpadu Rakouska-Uherska. Republika existovala na ukrajinském území východní Haliče a nárokovala si i část území Bukoviny a Podkarpatské Rusi. Na jejím území se tak nacházela velká města jako Lvov, Přemyšl, Ternopil, Kolomyja či Stanislav. V politice státu dominovali ukrajinští národní demokraté (podporovaní řeckokatolickou církví), liberálové a socialisté.

## Předcházející události

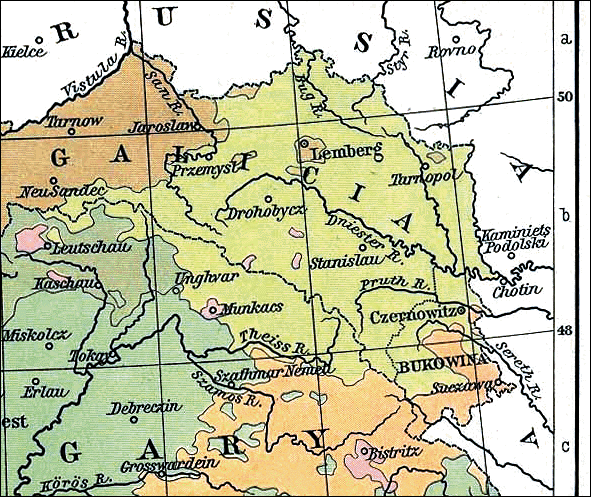
Národnostní situace ve východní Haliči v roce 1911: převládá ukrajinské/rusínské obyvatelstvo (světle zeleně), ovšem v okolí Lvova-Lembergu je zřetelný polský ostrov (hnědě)

Podle sčítání lidu v Rakousku-Uhersku z roku 1910 mělo území nárokované ZULR okolo 5,4 miliónu obyvatel. Z toho 3,29 miliónu byli Ukrajinci (skoro 60 %), 1,35 miliónu Poláci (25 %) a 660 tisíc Židé (12 %). Zbytek tvořili menšiny především Rusínů, Němců, Maďarů, Slováků a Rumunů. Města byla osídlena především Poláky a Židy, zatímco Ukrajinci žili především na venkově. Tento fakt vytvářel národnostní napětí, a to především mezi Poláky a Ukrajinci. Největším problémem se stalo město Lvov, které bylo obýváno polskou většinou a pro většinu Poláků bylo jedno z nejdůležitějších polských měst vůbec.

## Boj za nezávislost
Západoukrajinská republika vyhlásila nezávislost 1. listopadu 1918, a to pár dní před vyhlášením nezávislosti Polska. Ukrajinská Národní rada, která se skládala z poslanců oblastí Haliče a Bukoviny z obou komor rozpadlého rakouského parlamentu, plánovala vyhlásit nezávislost o dva dny později, avšak informace o přesunu tzv. Polské likvidační komise z Krakova do Lvova události uspíšily. Polská likvidační komise byla instituce polské vlády, která měla udržet pořádek na územích, které byla před dělením Polska (1772–1795) součástí polského státu a připravit je na přičlenění k nově vzniklé polské republice.
Krátce po vyhlášení nezávislosti vypuklo ve Lvově lidové povstání vedené místními Poláky. Polská většina ve Lvově odmítla přičlenění k nepolskému státu. Pár týdnů po povstání přispěchaly na pomoc vzbouřencům jednotky z Polska. Poláci tak udrželi kontrolu nad městem a železnicí spojující Lvov s Polskem. Zbytek východní Haliče zůstal v rukou ZULR.

## Sloučení s ULR
Od roku 1917 existovala na Ukrajinci obývaném území bývalého carského Ruska Ukrajinská lidová republika (ULR) se sídlem v Kyjevě. Z počátku byla pouze satelitním státem Německa, ale po porážce Němců ve válce se chopil moci tzv. Direktoriát v čele s Symonem Petljurou.
Dohoda o sloučení obou ukrajinských států do jednotné Ukrajiny byla ujednána na začátku prosince 1918 a obě republiky se oficiálně sloučily 22. ledna 1919 (Akt Zluky). Z praktického hlediska se jednalo pouze o symbolický akt. Západní Ukrajina byla součástí Rakouska-Uherska, a tak měla zcela rozdílné právní, sociální a politické normy a zvyklosti než zbytek Ukrajiny patřící pod Rusko. Využívala tak velice rozsáhlou autonomii a dokonce měla svoji vlastní vládu a armádu (Ukrajinské vojsko haličské). Nakonec obě části státu bojovaly nezávisle na sobě své vlastní války. Západní část se musela potýkat s invazí Poláků, zatímco zbytek Ukrajiny bojoval na východě s ruskými bolševiky.
Vztahy mezi jednotlivými částmi Ukrajiny nebyly ideální už od vzniku sjednocené Ukrajiny. Postupem času se čím dál více projevovaly kulturní rozdíly a celkově rozdílný vývoj jak rakouské, tak ruské Ukrajiny. Politici z bývalé ZULR, kteří měli zažitý parlamentní systém z Rakouska-Uherska, se báli rozšíření socialistických myšlenek na západ země, a tak se ostře stavěli proti vedení z Kyjeva.
Velký rozdíl byl i v armádách jednotlivých částí. Západní Ukrajina měla vojsko mnohem disciplinovanější, zatímco východní vojsko bylo chaoticky organizované, účastnilo se pogromů na Židy a někdy dokonce bojovalo proti svým západním spojencům.

## Porážka a exil
V Polsko-ukrajinské válce odolávaly jednotky bývalé ZULR polské přesile přes devět měsíců. V červenci 1919 ale Poláci dokázali obsadit většinu západoukrajinského území. Většina zbývající armády (50 000 mužů) se přesunula na východ bojovat s bolševiky.
V červenci 1919 vytvořily zbytky bývalé správy ZULR exilovou vládu v Kamenci Podolském. Vztahy mezi exilovou vládou a ukrajinskou vládou v Kyjevě se ale stále zhoršovaly. Vrcholem rozporů byla zcela protichůdná diplomacie obou táborů. Exilová vláda ZULR začala vyjednávat spojenectví s bolševiky zaměřené proti Polákům a vláda v Kyjevě jednala s Poláky o spojenectví proti bolševikům. Nakonec ZULR uzavřela spojenectví s Bílou armádou vedenou generálem Děnikinem a její Ukrajinské vojsko haličské se tak dostalo přímo pod velení bělogvardějců. Západoukrajinští politici se snažili vysvětlit svoje spojenectví s bělogvardějci nakloněním západních mocností na jejich stranu. Vláda v Kyjevě ale toto jednání striktně odmítla a západoukrajinská exilová vláda byla nucena opustit Ukrajinu. Exil si našla 15. listopadu 1919 ve Vídni.
V dubnu 1920 byla podepsána Varšavská smlouva mezi Polskem a Ukrajinou se sídlem v Kyjevě. Smlouva definovala polsko-ukrajinskou hranici na řece Zbruč, a tak celá východní část Haliče připadla Polsku. Varšavská smlouva vyvolala velkou nespokojenost mezi haličskými Ukrajinci, kteří se cítili zrazeni vládou v Kyjevě. Exilová západoukrajinská vláda smlouvu odmítla a během Pařížské mírové konference se stále snažila stávající stav změnit. Společnost národů nakonec oficiálně přisoudila východní Halič Polsku 14. března 1923 s podmínkou, že polská vláda zaručí oblasti autonomii.

### Ukrajinští běženci v ČSR
Část poražené ukrajinské armády našla útočiště na Podkarpatské Rusi. Tato oblast byla nárokována ZULR, ale nakonec připadla nově vzniklému Československu. ČSR přijímala uprchlíky z Ukrajiny po celou dobu války a dávala jim velkou volnost při organizaci jejich vlastních věcí v ČSR. Došlo dokonce i na vznik tzv. Ukrajinské brigády, její výcvik a vyzbrojení. Vojsko ale nikdy nebylo nasazeno v boji, protože ČSR zaujala v polsko-ukrajinském konfliktu neutrální postoj. Nakonec tak běženci z Ukrajiny zůstali po válce v Československu. Za přispění československého státu, který poskytoval velkou morální, materiální a finanční pomoc ukrajinské emigraci a ukrajinskému vojsku, vzniklo v ČSR velice aktivní centrum ukrajinských emigrantů.